# 山城むつみ
山城 むつみ（やましろ－、男性、1960年9月24日-）は日本の文芸評論家。本名山城康治。東海大学文化社会学部文芸創作学科教授。

## 来歴
大阪府生まれ。奈良県立郡山高等学校卒業。大阪外国語大学外国語学部ロシア語学科卒業。大学生時代には法橋和彦から教えを受ける。
「小林批評のクリティカル・ポイント」（『群像』1992年12月号）で第35回群像新人文学賞評論部門受賞。
1995年3月、最初の本『文学のプログラム』を刊行。
『文學界』2004年2月号より不定期連載「ドストエフスキー」を開始。「ドストエフスキー〔2〕」（2004年7月号）、「ドストエフスキー〔3〕」（2005年12月号）、「ドストエフスキー〔4〕」（2007年3月号）、「ドストエフスキー〔4〕承前」（2007年4月号）。2008年より掲載誌を『群像』に変更。「ドストエフスキー『白痴』について」（2008年8月号）、「ドストエフスキー『未成年』の切り返し」（2009年4月号）、「カラマーゾフのこどもたち」（2010年7月号）。
2010年11月、単行本『ドストエフスキー』(講談社)刊行。翌年同書により第65回毎日出版文化賞受賞。
ヴァルター・ベンヤミンについての長編批評のシリーズとして、「ベンヤミン再読――運命的暴力と脱措定」（「新潮」2017年2月号）、「ベンヤミンのメキシコ学――運命的暴力と翻訳」（「新潮」2019年5月号）。
「カイセイエ : 向井豊昭と鳩沢佐美夫」を「すばる」2018年3月号に発表。その後、連載評論「連続する問題」を「すばる」2018年8月号から2020年12月号まで隔月連載(全15回)。

## 著作
- 『文学のプログラム』（太田出版、1995／講談社文芸文庫、2009）
- 『転形期と思考』（講談社、1999）
- 『ドストエフスキー』（講談社、2010／講談社文芸文庫、2015）
- 『連続する問題』（幻戯書房、2013）
- 『小林秀雄とその戦争の時――『ドストエフスキイの文学』の空白』（新潮社、2014）

### 共著
- 『文学は＜人間学＞だ。』佐藤泰正共著　笠間書院、2013

## 論文
- Cinii